# マップス
『マップス』（英: MAPS）は、長谷川裕一の漫画作品、およびこれを原作としたOVA作品（2作品存在する）、ライトノベル作品である。
天使型宇宙船リプミラ号とその分身である女性型ビメイダー（人造人間の一種で長谷川裕一による造語）のリプミラ・グァイスと出会った地球人の少年十鬼島ゲンが宇宙に旅立ち、銀河系全域を舞台に全宇宙の存亡を賭けた壮大なスケールの冒険を繰り広げる痛快娯楽スペースオペラ漫画である。
2007年1月から2012年2月までウェブコミック誌「FlexComixブラッド」で続編『マップス ネクストシート』が連載された。

## 概要
- 長谷川裕一の出世作にして代表作である。
- SF漫画、特にワイドスクリーン・バロックスタイルのスペースオペラ分野の代表的な作品のひとつである。
- 学習研究社の「SFアニメディア」（後の「月刊コミックNORA」）で1985年の創刊号から1994年12月号にかけて（外伝を含めると1997年まで）連載された。同誌最大のヒット作であり、『おざなりダンジョン（こやま基夫）』『NERVOUS BREAKDOWN（たがみよしひさ）』とともに三大看板の一角をなす。
- 1987年に学習研究社、1994年にKSSがOVAを制作している。
- 当作品のファンであるSF作家たちがマップスの世界観で書き下ろした短編を複数収録した『マップス・シェアードワールド』が2008年に発売された。2009年には短編小説集の第2弾、漫画版の第3弾が発売された。

## 連載初期の背景
- 最初の企画時、作者が準備したのはリプミラ号のラフスケッチ1枚のみであったという。
- 当初、作者は読みきりのつもりで描いていたため掲載誌に「マップス 次回お楽しみに」と書かれているのを見て驚いたという。これは「創刊号掲載作はすべて連載にする」という編集部の方針が連絡ミスで作者に伝わっていなかったためである。
- 編集部は当時の大ヒット作『うる星やつら』のようなSFラブコメ路線を打診したが、本格的なSFものの連載が難しかった当時それがやりたかった作者はこれをつっぱねてACT.2でリプミラ号を宇宙へ旅立たせてしまったため、編集部も当初の路線計画はあきらめてしまったという。同時期に白泉社が立ち上げた「月刊コミコミ」では『アウトランダーズ（真鍋譲治）』や『エルフ17（山本貴嗣）』といったスペースオペラものの作品が連載されており人気があった（両作品ともOVA化されている）。
- 作者が目指したのは『レンズマン』に匹敵するような非常にスケールの大きいスペースオペラである。
- 当初は掲載誌である「SFアニメディア」が不安定であったため、初期の頃はいつ終了してもいいようにということから1話完結的なエピソードが多い。本格的にストーリーが動き出したのは「コミックNORA」にリニューアルしてからである。リニューアルした理由のひとつは本作のOVA（1987年版）が企画されたからである。

## 単行本

### ノーラコミックス（学研）
本編全17巻・外伝全2巻およびワイド版が刊行されている。いずれも絶版となっているが、ワイド版以外は現在でも比較的入手しやすい。本編第1巻のレーベル内通し番号は「NC-001」、つまりノーラコミックスの第1冊目である。なお、本編第1巻-第5巻の初期の版にはISBNコードが付与されていない（制度開始前に刊行されたものであるため）。

#### 本編
- 第1巻 1987年1月24日初版・ISBN 4-05-103374-0
- 第2巻 1987年5月24日初版・ISBN 4-05-103377-5
- 第3巻 1987年11月24日初版・ISBN 4-05-103380-5
- 第4巻 1988年7月24日初版・ISBN 4-05-103385-6
- 第5巻 1989年3月24日初版・ISBN 4-05-103391-0
- 第6巻 1989年10月6日初版・ISBN 4-05-103399-6
- 第7巻 1990年5月6日初版・ISBN 4-05-104937-X
- 第8巻 1990年11月6日初版・ISBN 4-05-104945-0
- 第9巻 1991年5月6日初版・ISBN 4-05-105652-X
- 第10巻 1991年10月6日初版・ISBN 4-05-105786-0

- 第11巻 1992年4月6日初版・ISBN 4-05-106137-X
- 第12巻 1992年11月6日初版・ISBN 4-05-106150-7
- 第13巻 1993年3月6日初版・ISBN 4-05-600068-9
- 第14巻 1993年9月6日初版・ISBN 4-05-600286-X
- 第15巻 1994年4月6日初版・ISBN 4-05-600509-5
- 第16巻 1994年9月6日初版・ISBN 4-05-600683-0
- 第17巻 1995年4月6日初版・ISBN 4-05-600855-8

#### 外伝
- 第1巻 1996年10月6日初版・ISBN 4-05-601433-7
- 第2巻 1997年8月6日初版・ISBN 4-05-601725-5

第2巻は「コミックNORA」1997年2月号-7月号にかけて短期集中連載された『マップス超外伝』をまとめたもの。

#### ワイド版
- マップス SUPER WIDE 長谷川裕一の世界（ノーラコミックスワイド・1991年3月6日初版・ISBN 4-05-104949-3）
  - パズル1 千光の聖櫃（アーク）

後に一部を描きなおした上で外伝第1巻に再録
  - マップス異星人名鑑
  - 長谷川裕一初期作品
    - 『トゥインク』（初出・「アイム・チャンピオン」1985年創刊号）

トゥインクはヒロインの名前で、後に『機動戦士クロスボーン・ガンダム』の外伝シリーズによく似た同名の人物が登場しているが別人。また、主人公の名前が君塚シンジであるが、星見の親縁者かどうかは不明。
    - 『アルキメデスは生きている!!』（初出・「月刊少年チャンピオン」1984年5月号）
    - 『からまわりした時計』（初出・「月刊少年チャンピオン」1984年8月号）
    - 『ビクトリィマンまいあがる!』（初出・「月刊少年チャンピオン」1984年12月号）

雑誌掲載時のタイトルは『真実（ドキュメント）はまいあがる!』。「怪奇!辺境惑星地球に超人の異常繁殖を見た!」はこの作品が初出である。また長谷川裕一原作のOVA『EXPER ZENON』の主人公のデザインのルーツでもある。

#### 補足
本編以外に、次に挙げるものが収録されている。MF文庫版にはいずれも収録されていない。
- リプミラ号特別図解（第1巻巻頭）
- 図解!! 幽霊船+1（第5巻巻末、幽霊船4機とカミオ星人の解説）
- こだわる人のための『マップス』用語解説（第7巻巻末）
- 長谷川裕一短編作品
  - 『フェアリーマスター』（第4巻巻末、初出・「月刊コミックNORA」1987年7月号）
  - 『8時限目の授業』（第15巻巻末、初出・「アニメディア」1988年7月号）
  - 『探偵ファントム』（外伝第1巻巻末、初出・「月刊コミックNORA」1993年11月号）

### MF文庫（メディアファクトリー）
全10巻（初期の版では「外伝」の文庫化が構想外であったために「全9巻」と表記されている）。ノーラ版では番外編として扱われていた回も話数にカウントしたため、ノーラ版とは途中から話数の表記がずれている（詳しくはサブタイトルの節を参照のこと）。外伝は第10巻に収録され、ノーラ版と異なり時系列順に並べ替えられている。なお、第3巻の目次でACT.29が抜けているという校正ミスがあるがACT.29自体は抜けなく収録されている。
また、この版を底本とした電子書籍の販売がYahoo!コミックやeBookJapanで行われている。
- 第1巻 2002年12月19日初版・ISBN 4-8401-0676-2
- 第2巻 2002年12月19日初版・ISBN 4-8401-0677-0
- 第3巻 2003年1月19日初版・ISBN 4-8401-0691-6
- 第4巻 2003年2月19日初版・ISBN 4-8401-0706-8
- 第5巻 2003年3月19日初版・ISBN 4-8401-0727-0

- 第6巻 2003年4月19日初版・ISBN 4-8401-0752-1
- 第7巻 2003年5月19日初版・ISBN 4-8401-0766-1
- 第8巻 2003年6月19日初版・ISBN 4-8401-0797-1
- 第9巻 2003年7月19日初版・ISBN 4-8401-0823-4
- 第10巻 2003年8月19日初版・ISBN 4-8401-0843-9

### フレックスコミックス（ソフトバンククリエイティブ）
愛蔵版、全6巻。
- 第1巻 2008年11月20日初版・ISBN 978-4797350487
- 第2巻 2008年12月20日初版・ISBN 978-4797351118
- 第3巻 2009年1月20日初版・ISBN 978-4797352184
- 第4巻 2009年2月20日初版・ISBN 978-4797352191
- 第5巻 2009年4月20日初版・ISBN 978-4797352320
- 第6巻 2009年5月20日初版・ISBN 978-4797352337

### 翻訳版
タイ版、台湾版、韓国版が存在する。
以降の文章における巻数・話数の表記は特に断りのない限りノーラコミックス版に準じるものとする。

## あらすじ
ある日地球に高層ビルをも上回る巨大な天使型宇宙船が現れた。ごく普通の高校生であった十鬼島ゲン（ときしま げん）と君塚星見（きみずか ほしみ）は宇宙船から現れた宇宙海賊カリオンと名乗る女性に宇宙船内に捕らえられてしまう。彼女が言うにはゲンはかつて全宇宙を放浪した民族「さまよえる星人（さまよえるほしびと）」の子孫で、彼らが2万年前に地球に隠した秘宝「風まく光」のありかを示す人間地図（マップマン）であるというが…。
伝承773 風まく光
時 凍てつく時 大地に 間ある時 白き地図… …人 "風まく光" を示す……
……風は翼に乗り 翼は風に乗る かの地 4枚の地表を持つ星に至りし時 "苦しみの刃（やいば）" 翼割ることあれば― 注意せよ 風は光をもってその印を 銀河になすであろう……
……三枚の星図 そろう時 静止し 月の背 見つめる 青き円卓に 風に呼ばれし 十の魔物 七つの軍団 光をもって 印たるものに集う すなはち 地図たち（マップス）
本作は、大きく分けて次のエピソードから構成されている。
- 初期編 ACT.1-ACT.7
- 生贄砲計画編 ACT.8-10
- 六人の幽霊船編 ACT.11-ACT.19
- 放浪編 ACT.20-ACT.25
- 龍のとりこ編 ACT.26-ACT.34
- 帰還編 ACT.35-ACT.37
- 青き円卓編 ACT.38-ACT.43
- 統一編 ACT.44-ACT.50
- 遊撃編 ACT.51-ACT.63
- 第八の軍団編 ACT.64-ACT.71
- -幕間- ACT.72-ACT.73
- 決戦編 ACT.74-ACT.90
- エピローグ ACT.91

## サブタイトル
ノーラコミックス版とMF文庫版の話数の表記は太字で示した回のカウントによって、それ以後の回でずれが生じている。総ページ数は本編が3572ページ・外伝が376ページ・番外編と無番が33ページ、合計で4019ページである。

### 本編
| MF文庫 | MF文庫 | ノーラコミックス | ノーラコミックス | サブタイトル                         | エピソード         | NORA掲載号           | 頁数 |
| 巻     | ACT.   | 巻               | ACT.             | サブタイトル                         | エピソード         | NORA掲載号           | 頁数 |
| ------ | ------ | ---------------- | ---------------- | ------------------------------------ | ------------------ | -------------------- | ---- |
| 1      | 1      | 1                | 1                | 地図は白かった                       | 初期編             | SFアニメディア Vol.1 | 45   |
| 1      | 2      | 1                | 2                | P.S.地上（ここ）より永遠（とわ）に   | 初期編             | SFアニメディア Vol.2 | 54   |
| 1      | 3      | 1                | 3                | 天使の報復                           | 初期編             | SFアニメディア Vol.3 | 68   |
| 1      | 4      | 1                | 4                | その名はダイナック                   | 初期編             | SFアニメディア Vol.4 | 49   |
| 1      | 5      | 2                | 5                | トラベラーの報酬                     | 初期編             | SFアニメディア Vol.5 | 102  |
| 1      | 6      | 2                | 6                | ニュウ・エイブは愛に死なない         | 初期編             | SFアニメディア Vol.6 | 46   |
| 1      | 7      | 2                | 番外編           | 超機動グラジオン                     | 初期編             |                      | 24   |
| 1      | 8      | 2                | 7                | 歌う流星                             | 初期編             | 1986年9月（創刊）号  | 47   |
| 2      | 無番   | 3                | 無番             | プロローグ                           | プロローグ         | 単行本描きおろし     | 3    |
| 2      | 9      | 3                | 8                | プロジェクト・生贄（サクリファイス） | 生贄砲計画編       | 1986年11月号         | 28   |
| 2      | 10     | 3                | 9                | 前兆・来たる                         | 生贄砲計画編       | 1987年1月号          | 36   |
| 2      | 11     | 3                | 10               | パトズマの火                         | 生贄砲計画編       | 1987年3月号          | 48   |
| 2      | 12     | 3                | 11               | 銀河障壁                             | 六人の幽霊船編     | 1987年5月号          | 50   |
| 2      | 13     | 3                | 12               | 天使の末裔                           | 六人の幽霊船編     | 1987年7月号          | 56   |
| 2      | 14     | 4                | 13               | 接触（コンタクト）・∞                | 六人の幽霊船編     | 1987年9月号          | 40   |
| 2      | 15     | 4                | 14               | 伝説の終焉                           | 六人の幽霊船編     | 1987年11月号         | 38   |
| 2      | 16     | 4                | 15               | カミオの受難                         | 六人の幽霊船編     | 1988年1月号          | 32   |
| 2      | 17     | 4                | 16               | 幽霊船の宴                           | 六人の幽霊船編     | 1988年3月号          | 34   |
| 2      | 18     | 4                | 17               | 空気 風になる!                       | 六人の幽霊船編     | 1988年5月号          | 43   |
| 3      | 19     | 5                | 18               | 黒い炎                               | 六人の幽霊船編     | 1988年7月号          | 40   |
| 3      | 20     | 5                | 19               | 眠る記憶の間で                       | 六人の幽霊船編     |                      | 42   |
| 3      | 21     | 5                | 20               | 銀河をつかむ男                       | 放浪編             |                      | 44   |
| 3      | 22     | 5                | 21               | 暗殺者                               | 放浪編             |                      | 40   |
| 3      | 23     | 5                | 22               | 罠                                   | 放浪編             | 1989年1月号          | 46   |
| 3      | 24     | 6                | 23               | 溝                                   | 放浪編             | 1989年2月号          | 40   |
| 3      | 25     | 6                | 24               | 両天秤                               | 放浪編             | 1989年3月号          | 40   |
| 3      | 26     | 6                | 25               | 星見ちゃん、気をつけて               | 放浪編             | 1989年4月号          | 36   |
| 3      | 27     | 6                | 26               | このましからざる再会                 | 龍のとりこ編       | 1989年5月号          | 32   |
| 3      | 28     | 6                | 27               | イヴから生まれたアダム               | 龍のとりこ編       | 1989年5月号          | 24   |
| 3      | 29     | 6                | 28               | 天使を呑む                           | 龍のとりこ編       | 1989年6月号          | 24   |
| 4      | 30     | 6                | 29               | 龍の末裔                             | 龍のとりこ編       | 1989年8月号          | 25   |
| 4      | 31     | 7                | 30               | "とらわれの姫" 暴れる                | 龍のとりこ編       | 1989年9月号          | 26   |
| 4      | 32     | 7                | 31               | 銀河に何が起こったか                 | 龍のとりこ編       | 1989年10月号         | 26   |
| 4      | 33     | 7                | 32               | 正しい選択                           | 龍のとりこ編       | 1989年11月号         | 28   |
| 4      | 34     | 7                | 33               | 狂龍、吼える                         | 龍のとりこ編       | 1989年12月号         | 24   |
| 4      | 35     | 7                | 34               | 龍の穴                               | 龍のとりこ編       | 1990年1月号          | 71   |
| 4      | 36     | 7                | 35               | 幕間は長くない                       | 帰還編             | 1990年2月号          | 41   |
| 4      | 37     | 8                | 36               | 配役は替わった                       | 帰還編             | 1990年3月号          | 44   |
| 4      | 38     | 8                | 37               | うごめく者たち                       | 帰還編             | 1990年4月号          | 32   |
| 4      | 39     | 8                | 38               | 嵐の前                               | 青き円卓編         | 1990年5月号          | 36   |
| 4      | 40     | 8                | 39               | 断頭台の上の円卓                     | 青き円卓編         | 1990年6月号          | 40   |
| 5      | 41     | 8                | 40               | リプミラV.S.ラドウ                   | 青き円卓編         | 1990年7月号          | 36   |
| 5      | 42     | 8                | 41               | シアンV.S.伝承族                     | 青き円卓編         | 1990年8月号          | 32   |
| 5      | 43     | 9                | 42               | 燃える円卓                           | 青き円卓編         | 1990年9月号          | 70   |
| 5      | 44     | 9                | 43               | 伝説の日                             | 青き円卓編         | 1990年10月号         | 48   |
| 5      | 45     | 9                | 44               | もろもろの事情                       | 統一編             | 1990年11月号         | 41   |
| 5      | 46     | 9                | 45               | 真・銀河統一会議                     | 統一編             | 1990年12月号         | 32   |
| 5      | 47     | 9                | 46               | 伝説は誰も選ばない                   | 統一編             | 1991年1月号          | 30   |
| 5      | 48     | 10               | 47               | 膨張する首                           | 統一編             | 1991年2月号          | 24   |
| 5      | 49     | 10               | 48               | 極点の炎                             | 統一編             | 1991年3月号          | 45   |
| 5      | 50     | 10               | 49               | そして新たなる敵、新たなる・・・     | 統一編             | 1991年4月号          | 23   |
| 6      | 52     | 10               | 50               | 旅立ちの前に                         | 統一編             | 1991年5月号          | 50   |
| 6      | 53     | 10               | 51               | 放たれた針                           | 遊撃編             | 1991年6月号          | 42   |
| 6      | 54     | 10               | 52               | 牙を持つ翼                           | 遊撃編             | 1991年7月号          | 35   |
| 6      | 55     | 11               | 53               | 亀裂                                 | 遊撃編             | 1991年8月号          | 40   |
| 6      | 56     | 11               | 54               | 無をいく者たち                       | 遊撃編             | 1991年10月号         | 34   |
| 6      | 57     | 11               | 55               | 四十億年のプロメテウス               | 遊撃編             | 1991年11月号         | 42   |
| 6      | 58     | 11               | 56               | 開かれた箱                           | 遊撃編             | 1991年12月号         | 40   |
| 6      | 59     | 11               | 57               | 来訪者                               | 遊撃編             | 1992年1月号          | 26   |
| 6      | 51     | 11               | パズル2          | ニュウ・エイブ七つの試練             | 外伝（幽霊船編期） | 1991年9月号          | 38   |
| 6      | 60     | 12               | 58               | 人魚のクリスマス                     | 遊撃編             | 1992年2月号          | 38   |
| 7      | 61     | 12               | 59               | ダードV.S.ラドウ                     | 遊撃編             | 1992年3月号          | 55   |
| 7      | 62     | 12               | 60               | 叢雲（むらくも）の中の影             | 遊撃編             | 1992年4月号          | 13   |
| 7      | 63     | 12               | 61               | 意外なる再会                         | 遊撃編             | 1992年5月号          | 34   |
| 7      | 64     | 12               | 62               | リプミラV.S.スガラ                   | 遊撃編             | 1992年6月号          | 36   |
| 7      | 65     | 12               | 63               | 忘却の彼方へ                         | 遊撃編             | 1992年7月号          | 44   |
| 7      | 66     | 13               | 64               | リプミラV.S.ゲン                     | 第八の軍団編       | 1992年8月号          | 40   |
| 7      | 67     | 13               | 65               | 湾曲宙域                             | 第八の軍団編       | 1992年9月号          | 40   |
| 7      | 68     | 13               | 66               | 虜の谷                               | 第八の軍団編       | 1992年10月号         | 32   |
| 7      | 69     | 13               | 67               | 翼の迷走                             | 第八の軍団編       | 1992年11月号         | 32   |
| 7      | 70     | 13               | 68               | 闇の中                               | 第八の軍団編       | 1992年12月号         | 40   |
| 7      | 71     | 13               | 69               | 逆襲のドラム                         | 第八の軍団編       | 1993年1月号          | 35   |
| 8      | 72     | 14               | 70               | 幽霊船V.S."針（ニードル）"!          | 第八の軍団編       | 1993年2月号          | 50   |
| 8      | 73     | 14               | 71               | 十の翼 千の翼                        | 第八の軍団編       | 1993年3月号          | 71   |
| 8      | 74     | 14               | 72               | そして千と一の・・・・・・           | -幕間-             | 1993年4月号          | 9    |
| 8      | 75     | 14               | 73               | 静か―                                | -幕間-             | 1993年5月号          | 40   |
| 8      | 76     | 14               | 74               | 帰ってきた "地図たち（マップス）"    | 決戦編             | 1993年6月号          | 49   |
| 8      | 77     | 15               | 75               | 拡大!                                | 決戦編             | 1993年7月号          | 34   |
| 8      | 78     | 15               | 76               | 巣より出でし者                       | 決戦編             |                      | 30   |
| 8      | 79     | 15               | 77               | 龍の吹き荒れる時                     | 決戦編             |                      | 32   |
| 8      | 80     | 15               | 78               | 乱戦                                 | 決戦編             |                      | 52   |
| 8      | 81     | 15               | 79               | あらゆる敗北という名の―              | 決戦編             |                      | 32   |
| 9      | 82     | 15               | 80               | ―敗北という名の結末のあとで          | 決戦編             | 1994年1月号          | 30   |
| 9      | 83     | 16               | 81               | 反撃                                 | 決戦編             | 1994年2月号          | 31   |
| 9      | 84     | 16               | 82               | 龍より継ぎしもの                     | 決戦編             | 1994年3月号          | 35   |
| 9      | 85     | 16               | 83               | よみがえる翼                         | 決戦編             | 1994年4月号          | 32   |
| 9      | 86     | 16               | 84               | 記録という永遠                       | 決戦編             | 1994年5月号          | 32   |
| 9      | 87     | 16               | 85               | 大再会                               | 決戦編             | 1994年6月号          | 31   |
| 9      | 88     | 16               | 86               | 解放                                 | 決戦編             | 1994年7月号          | 39   |
| 9      | 無番   | 17               | 無番             | インターミッション (1)               | 決戦編             | 単行本描きおろし     | 4    |
| 9      | 89     | 17               | 87               | 突入                                 | 決戦編             | 1994年8月号          | 34   |
| 9      | 無番   | 17               | 無番             | インターミッション (2)               | 決戦編             | 単行本描きおろし     | 2    |
| 9      | 90     | 17               | 88               | 激突!!                               | 決戦編             | 1994年9月号          | 33   |
| 9      | 無番   | 17               | 無番             | インターミッション (3)               | 決戦編             | 単行本描きおろし     | 3    |
| 9      | 91     | 17               | 89               | 終幕                                 | 決戦編             | 1994年10月号         | 40   |
| 9      | 92     | 17               | 90               | 暁に天使は眠らずに・・・・・・       | 決戦編             | 1994年11月号         | 42   |
| 9      | 93     | 17               | 91               | そして風は翼に乗り、翼は・・・・・・ | エピローグ         | 1994年12月号         | 45   |

### 外伝
| MF文庫 | MF文庫 | ノーラコミックス | ノーラコミックス | サブタイトル                   | 作中時期            | NORA掲載号     | 頁数 |
| 巻     | 外伝   | 巻               | パズル           | サブタイトル                   | 作中時期            | NORA掲載号     | 頁数 |
| ------ | ------ | ---------------- | ---------------- | ------------------------------ | ------------------- | -------------- | ---- |
| 10     | 1      | 外 伝 1          | 1                | 千光の聖櫃                     | ACT.1の約200年前    | ワイド版が初出 | 76   |
| 10     | 6      | 外 伝 1          | 3                | 時に疾風のように               | 放浪編期            | 1995年2月号    | 50   |
| 10     | 8      | 外 伝 1          | 4                | 五千万光年の風                 | ACT.90-ACT.91の間   | 1996年9月号    | 48   |
| 10     | 3      | 外 伝 2          | 5                | リプミラ最大の敵!?             | 初期編期・ACT.4以後 | 1997年2月号    | 8    |
| 10     | 4      | 外 伝 2          | 6                | 勇者は花を届けに               | 放浪編期            | 1997年3月号    | 40   |
| 10     | 5      | 外 伝 2          | 7                | 宇宙船デスグラウド号の秘密     | 放浪編期            |                | 39   |
| 10     | 7      | 外 伝 2          | 8                | その日 街に流星が降った・・・  | 放浪編期            | 1997年7月号    | 38   |
| 10     | 2      | 外 伝 2          | 9                | 失楽園                         | 本編前日談          |                | 40   |
| 10     | 9      | 外 伝 2          | 10               | 最強の者ども宇宙（そら）をゆく | 本編後日談          |                | 37   |

## 登場人物
マップスの登場人物を参照。

## 登場する組織・勢力・惑星

### 組織・勢力
スペース・パトロール
ACT.1で宇宙海賊（リプミラの事）に拉致されたゲンと月見を救った正義の味方、と思わせておいて同じように宝を狙っていた組織。通称スペパト。
実はただの秘密結社とACT.4で判明する。ただし、どこの勢力にも属さない組織として未確認宙域側にも知られており、かなりの驚異的存在と扱われていた。元々は固有の軍を持たない小さな星系を守るために結成された。
本拠地は惑星テパト。
ニュウ・エイブ提督の指揮の元、銀河統一軍の第7軍となる。
ガッハ商会
ガッハ・カラカラが経営する超巨大企業。
ACT.8では7億、ACT.47では70億の子会社を持ち、社員にはカミオ人などの被差別民族が多い。
宇宙船などを修理する際には外装甲型のギプスを付けて「とりあえず使えるようにする」突貫型の作業を得意とする。
銀河統一軍では第3軍となる。
愛人部隊
ザザーン率いるドドー軍装甲兵団。
カミオ救出に向かった際は戦艦1隻だったが、青き円卓戦時の規模は総人員二万人、戦艦40隻。1人を除いてすべて女性で、全員がザザーンと関係を持っている。
戦時には優秀だが、やたら宴会好きな集団でもあり、酒席にはリプリムが妙に溶け込んでいる。
銀河統一軍ではドドー全軍が編入され、第2軍となる。
ビメイダーの放浪船団
ナチュラリアンの支配下から逃れたビメイダーたちによる独立組織。一時拠点となる惑星に定住していたが、王と崇めていたダードから逃れてからはオルシスを中心とした放浪に戻る。
伝承族からの宣戦布告後もナチュラリアンへは非協力的だったが、ギツアートに打ち勝ちリープタイプを解放したゲンたちを見て、銀河統一軍への参加を表明。自ら伝承に無い第8軍を名乗る。
テュリオム通商圏（テュリオム-つうしょうけん）
ドドーを中心とした経済エリア・惑星文明群。イスナやベニュアスもここに含まれる。
ダイナック伝説が伝承族の罠と知り、対抗すべく他の文明圏との連携を積極的に進め、連合化してゆく。
未確認宙域（アンアイデンティファイドゾーン）
テュリオム通商圏側から見て、今まで調べていなかった銀河内の未知のエリア。多数の文明圏が存在している。
テュリオム連合の形成と争うように急速に統合され、結果として銀河を二分する軍事勢力の一翼となり、青き円卓の前で両者は対峙した。
シスター・プテリスの統率する植物生命体で構成される第5軍、ヘクススキー教授がリーダーを務める第4軍はこのエリアの戦力である。
秘密結社ギドロ
営利誘拐を専門に行う犯罪組織。スペパトとはライバル関係であった。50年程前にガタリオンに乗っ取られ、星見ちゃんスターにたまたまやってきたリプミラ達に事実上壊滅させられる。
悪人帝国
侵略大帝を頂点とする悪の組織。名称は番外編が初出。パズル6では銀河征服、パズル10では宇宙征服を狙うがリプミラやゲン、ダードにあっさりと破られる。

### 惑星
地球 (ACT.1-)
銀河では青き円卓と呼ばれる。
銀河系内のあらゆる文明から遠く、鉱物資源にも乏しいため軍事的重要性が低く辺境惑星とされており、実際に地球では最新鋭科学の結晶も銀河文明圏では「超ド級のアンティーク（または古典的技術研究対象）」である。
そのため偵察機が受信した子供向けの特撮番組を真に受けて「怪奇!辺境惑星地球に超人の異常繁殖を見た!!」といった全くのでたらめなテレビ番組が作られたりもしている。
ザナイン (ACT.3)
ゲン一行が立ち寄った通商惑星。伝承族ギルディオの襲撃により跡形もなく破壊された。
星見ちゃんスター (ACT.4)
元々は名もない惑星で星見が勝手に名づけた。
楕円形高重力星で本来は60Gはあるが自転速度が速く赤道付近は2G程度。
300年前から秘密結社ギドロの秘密基地となっているがやっている事は攫ってきた人質を元いた星の2倍程度の緯度に放り出す。
各地を結ぶ中継ステーションは入口が『立ち上がれば届く高さ』に設置されている。
ベニュアス (ACT.5-)
テュリオム通商圏に属す惑星。ヒューマノイドの王制国家。
白鳥座のデネブの第三惑星。
「トゥインク」のトゥインクもここの出身。
イスナ (ACT.5-)
鳥から進化した人類による共和制国家が敷かれた惑星。ベニュアスとは良好な関係にある。
ドドーとは3500年もの間国交を断絶していたが、伝承のワナに対抗するためテュリオム通商圏へ参加する。
オロロ (ACT.6)
スペースパトロールの拠点。エイブの家がある。
ディテールの少ない人類と、奇想天外な乗物が闊歩する、ゲンさえついてゆけない星。
この惑星の美的規準ではヒューマノイドの顔は「美形になるほど」グロテスクに見える。
クロア第4惑星 (ACT.7-)
爬虫類系の人類文明を持つ惑星。名称クロアは国家名とともに同恒星系の他の惑星にも適用されている。
千年前バララ共和国と紛争状態にあったが、三百年前に和平が成立している。
バララ (ACT.7-)
共和国制を敷く惑星。千年前クロアと紛争状態にあり、その時代に亜光速弾を発射していた。
パドズマ (ACT.8)
真ん中にある小型の太陽を囲む穴だらけの二重地殻を持つ惑星。
風まく光の伝承にある4枚の地表を持つ星。伝承に予言された通り、ガッハが小型生贄砲を据え、誘い出したリプミラ号を破壊する。
ドドー (ACT.7-)
テュリオム通商圏の中核を成す惑星。
尻尾の生えているヒューマノイド・タイプの国家だが、男女比が1:792という安直な設定（ゲン談）。ドドーで言う「男らしい」という概念は、地球の「女らしい」に相当する。
その男女比ゆえにレズビアンが多く、他の星からは「風紀が悪い（ガニマタンド談）」と言われている。
高い文化と軍事力を誇り、他の惑星文明群とも広い繋がりを持つ。行政は国家代表権を持つ第一元帥以下の政府によって運営されている。
アバロス (ACT.11)
テュリオム通商圏に属する惑星。名称のみ登場。星見ちゃんスターでゲンたちが救出した大女優（外見は6本足の爬虫類）の故郷。
クバルト、アダドール、サビオ、ジト (ACT.15)
それぞれ文明を有する惑星。名称のみ登場。カミオ星人クバルの救援要請を拒絶した。
カミオ (ACT.15)
ガッハの母星として名称はACT.5から登場している。
西瓜かメロンのような姿のケイ素生物（形状的には二枚貝に近い）が進化した星。彼らは、炭素系生物の異星人によって加速システムを持つサイボーグに改造され、安価なロボットの代用品、商品として使役されて来た歴史を持つ。現在の住人は兵器商として成功したガッハが買い戻した者がほとんど。今でもカミオ星人は「下賤な石っころ」と蔑まされている。
ガッハの手により何十もの防衛用外郭が設置されていたが、「カミオの受難」で破壊された。
メザラル (ACT.21)
名称のみ登場。ビメイダー・ハンター、ゾロンの母星。
テダン (ACT.23)
名称のみ登場。かつて商品としてガッハを買い取っていた星。プガ星域間戦争で陽子弾の直撃を受け消滅。
ジャンバ (ACT.25)
高重力惑星。ツキメの故郷。
水に浮かぶ人工都市ヨッカイドを首都とした王政国家。20数年前から始まった異星人との接触に対する国内の意見が分かれていた。
宇宙船作成などの技術は低いが、カモノハシのたぐい（ゲン談）のような人類は他の星では揃って怪力の持ち主。彼らがのち第1軍となる。
「マップス ネクストシート」において最大重力が40Gと設定された。
ヨッペ (ACT.26)
ドドーを抜け出したザザーン部隊が本拠とする無人惑星。その名はドドーの神話にある天国から取ってつけられたもの。
大地の八割を大ブドウの原生林が占め、数万年にわたり落ちた果実が発酵した結果、海水成分の50%はワインとなっている。その為、大気中には濃度の高いアルコールが充満しており、人間だと呼吸するだけで酔っ払ってしまう。
ライ星（ACT.29、パズル1）
本編では回想シーンのみ登場。ダード・ライ・ラグンを作りだしたライ族の星。
「龍の一族」の異名を取るライ族はドラゴンと昆虫を合わせたような姿で、種族全員が戦うために戦う狂戦士であり、研究するために研究するマッドサイエンティストである。
“千光の聖櫃”より脱出したダードによって滅ぼされる。
ガンピ (ACT.31)
テュリオム通商圏の有力な惑星。名称のみ登場。
甲殻類型人類の国家の模様。その軍事力はドドーに匹敵している。
わたしのプール (ACT.58-)
リムとラドウ1101、ヘクススキー教授が流れ着いた水の惑星。星見ちゃんスター同様、名前が無かった惑星にリムが勝手に名付けた。
この地で3人はクリスマスを迎え、リムとラドウはプレゼントを交換する。
ラドウとダードの戦闘で半壊した模様である。
テパト (パズル2)
スペースパトロールの本部がある惑星。人工的に作られた二重連星となっている。
連星の一方の惑星は「試練の惑星」と呼ばれ、スペースパトロール提督となる者に試練を与える。エイブが提督になるまでのおよそ1600年の間、生還したものは誰もいないと言われている。
エイブが提督になると共に「試練の惑星」は爆発して小惑星となる。
アルヒャア(パズル2)
名称のみ登場。この惑星の種族は人間が甘いと感じるものを辛いと感じる。
ベクソ(パズル2)
名称のみ登場。この惑星の種族は人間が甘いと感じるものをすっぱいと感じる。
デールダ(パズル2)
名称のみ登場。この惑星の種族は人間が甘いと感じるものをにがいと感じる。
ペンタッタ(パズル2)
名称のみ登場。この惑星の種族は人間が甘いと感じるものをしぶいと感じる。
ノザラ(パズル2)
名称のみ登場。この惑星特産の食材であるブュリュメモリモリは、ペンタッタ星人には毒になってしまう。
ペンタズー(パズル6)
手配中のゲン達が立ち寄った通商惑星。規模の大きい通商惑星らしく、軌道エレベーターが何本も設置されている。チンピラに絡まれていたエミュー姉妹を助け、彼女達から祖父に花を届けてほしいと依頼される。
デントウリプス(パズル6)
悪人帝国の本拠地となっている惑星。惑星全体をバリアーが覆い、宇宙港のゲートは5千万度の高温に耐える程の堅牢さを誇る。惑星上に広がるジャングル地帯は地上戦用兵器の実験場になっており、様々な陸戦兵器が配備されている。更に惑星の地下には、銀河系の半分を一撃で破壊する「空曲次元臨界絶対砲」が存在するが、ゲンやリプミラ達に全て破壊されてしまい、悪人帝国の銀河征服の野望は何もしないままに潰えた。
クリスタライナ（パズル10）
悪人帝国の支配下にある惑星。ダードとラドウを誘き寄せるため、海賊の襲撃を偽装してSOSを発信した。住人は結晶生物から進化した人類で、外見的には「古いポリゴン」。

## 登場メカ

### リープタイプ

#### 機体概要
リープタイプ (REEPTYPE) は、主人公・ゲンの搭乗するリプミラ号をはじめとした、本作において最も中心的な役割をもつ天使型宇宙船である。各機には頭脳体と呼ばれる女性型ビメイダーが存在し、機体をコントロールする。船体と頭脳体は一体であり、船体がダメージを受けると頭脳体も船体がダメージを受けた箇所にダメージを受ける（ただし、あくまでもダメージを感じるだけであり、致死のダメージまでは影響しない）。一体であるがゆえに「船体にラクガキをする」といった程度のことでも頭脳体は非常にわずかながらダメージを受けてしまう（ダメージと言うよりはくすぐったい）。
頭脳体が失われた場合は船体の再生装置から頭脳体が再生され、船体が失われた場合は頭脳体が自分の船体を再建造するため、頭脳体と船体の両方が同時に失われない限り死ぬ（消滅する）ということは無い。船体から頭脳体を再生した場合は船体に記録された機械的データ以外の「記憶」の引継ぎはできない。ただし、そうなる前にバックアップを取っておけば、その限りではない。
船体再建造の際には、頭脳体がそれまでに得た新技術や身に付けた戦法を盛り込んで改良を加えるため、元は同一仕様だった機体は遥かな年月を経て各機ごとに全く別のものに分化進化している。基本的に頭脳体の個性（性格）がそのまま船体の個性（能力）に反映されているといってよい。
『ネクストシート』において、主人公の七勇太は翼の星に立ち並ぶリープタイプ大集合の様を見て（口にこそ出さなかったものの）まるで「イタ（痛）宇宙船」だと感想を漏らしている。

#### 各機解説

##### 六人の幽霊船
リプミラ号（初期型、ACT.1-）
- 頭脳体 リプミラ・グァイス
- 全長 319.5m
- 全高 348m
- 全幅 最大363m
- 武装 プロミネンス砲（2門）、加速時粒子砲、重力共鳴砲、キック・ビーム、大型ビーム砲、星の涙
- 脱出用とワープ機関を装備した艦載機を計4機搭載。艦内防衛用のルコサイト多数
- 海賊戦法を得意とし、「固定ポーズの宇宙船がスゲェ迫力でケリを入れた」とグラジオンを驚かせたこともある
- 星の涙をレインから受け取る前は、代わりに全長300mの天然ダイヤが入っていた
- 他の機体が程度の差こそあれ船体再建造の際にデザインが変化しているのに対して、リプミラ号は一切デザインの変化がない。理由は「ゲンが気に入ってくれているから」（リプミラ談）

リプミラ号（中期型、ACT.47-）
- 外観・全長・全高・全幅は初期型と変化なし
- ガッハ商会製
- 武装 プロミネンス砲（4門）、加速時粒子砲、重力共鳴砲、キック・ビーム、大型ビーム砲、光子魚雷、ビーム砲、リフレクト・バリヤーボール、オプション、星の涙
- 艦載機の他、戦車を1台搭載

リプミラ号（後期型、ACT.81-）
- 外観・全長・全高・全幅は初期型と変化なし
- 地球製・反応が遅いため手動操作との併用が必要。
- 武装 初期型に準じるが、プロミネンス砲は6門あり、回収できなかった星の涙は使用不可

リプミラ号（外伝型）
- 外観・全長・全高・全幅は初期型と変化なし
- 「パスル4 五千万光年の風」に登場。後期型が偶然出会ったクオリネスによって再生された機体。
- 武装 初期型に準じる

リプダイン号（初期型、ACT.11-）
- 頭脳体 リプダイン・グァイス
- 全高 380m
- 全長 最大398m
- 武装 高周波サーベル、高振動カッター、クレージーキャノン、対空砲、ハギサン弾、攻撃用ミサイルシャワー

リプダイン号（後期型、ACT.15-）
- 全長・全高・全幅は不明だが、初期型より大型化している
- 艦載機として無人の戦車や戦闘機を搭載
- 武装 初期型と同様の武装の他、船体を変形させて回転しながら体当たりを行う。また、他の宇宙船に自らを同化させるサイバー・シナプスも装備。

ネオ・ダイン (ACT.39-)
- 全長・全高・全幅は不明
- 元はラドウのコントロール下にあった船体で、頭脳体再生装置は搭載されていない
- 武装 中型ビーム砲

リプリム号 (ACT.12-)
- 頭脳体 リプリム・グァイス
- 全高 299.5m
- 全幅 最大333m
- 外部からの衝撃をエネルギーに変換する「時空振動エンジン」搭載。
- 武装 空曲砲、ディメンジョンウォール、トワイライトボール

ニューリプリム号（初期型、ACT.47-）
- 全長・全高・全幅は不明
- ガッハ商会製
- ヘクススキー教授の個人用実験室を接続することも可能（ウィズ・ポシェット）
- 外見はリム自身がモデルだが、納入直後に外見についてのリコール（主に胸の部分）をガッハに出し、若干デザインが変化している
- 武装 空曲砲、ディメンジョンウォール、トワイライトボール、レインボースローダウン
- 「真っ直ぐ飛ぶような武器は何一つ持っていない」（リム談）。おかげで武器の軌道を曲げるような防御能力は無効にできる。

ニューリプリム号（後期型、ACT.67-）
- 全長・全高・全幅は不明
- 初期型がラドウのデータを参考に変態したもの
- 翼を持たず、脚部から光の翼を発信する
- 伝承族の念動力を折り返して対抗する「ESP反転システム」搭載
- 武装は不明

リプシアン号（初期型、ACT.11-）
- 頭脳体 リプシアン・グァイス
- 全高 351.2m
- 全幅 最大362m
- 全体が次元屈折を利用した装甲で覆われており、ほとんどのビーム兵器を反射し、かつ全身がビームの発射口である
- 腕は可動式
- 武装 超バリアー伝導サーベル（ディスラプト）、360度回転ビーム砲

リプシアン号（中期型、ACT.20-）
- 全長・全高・全幅は不明
- ガッハ商会の元社員が大破した初期型を急ピッチで修復したもの
- 武装 ディスラプション・ソード、ディスラプション・ビーム、ミサイル

リプシアン号（後期型、ACT.41-）
- 全長・全高・全幅は不明
- 中期型の内部で長い時間をかけて再生していた本体
- 中期型の外装の破片は自由にコントロールでき、武器やビーム反射鏡として使用可能
- 中期型の外装と同様の性能を持った増加装甲を装着可能（ウィズ・メイル）
- 武装 中期型に準じる

リプレイン号 (ACT.12-)
- 頭脳体 リプレイン・グァイス
- 全長 319.5m
- 全幅 最大378m
- レインの力場によって支えられた液体金属で、あらゆる攻撃が通過する
- ランザックの死後、頭脳体再生装置が取り外された
- 武装 対空用小口径レーザー砲、星の涙

デニー・レニー号 (ACT.75-)
- 頭脳体 デニー&レニー
- 全長・全高・全幅不明
- 2体のリープタイプを背中合わせに張り合わせた外見
- ガッハ商会製
- 武装は不明だが、体当たりだけでも伝承族やラドウにダメージを与えられる

リプラドウ号（初期型、ACT.12-）
- 頭脳体 リプラドウ・グァイス
- 全長・全高・全幅不明
- ビーム兵器を吸収する
- 武装 大型ビーム砲

リプラドウ号（後期型、ACT.18-）
- 全長・全高・全幅不明
- 初期型の内部に隠されていた真の姿だが、ラドウにとってはこれもまた仮の船体
- 他のリープタイプに比べて生物的な外見と内装を持つ
- ラドウクローンの一体であるラドウ1101は本編中ではこの船体を使用した
- 武装“黒い炎”他

真ラドウ（オリジナル、ACT.39-）
- 全長約3km
- ラドウの真の船体
- 伝承族の遺伝子により驚異的な再生能力を持つ
- 伝承族の念動より強力な牽引ビームと生贄砲を内部に持つ
- 無頭なのはリプミラ号の頭をそこへ据えるため
- 武装“輪”他

真ラドウ（クローン、ACT.76-）
- 頭脳体 ラドウクローン
- オリジナルの撃墜によって無数に生まれたクローンの船体
- 外見はオリジナルと同一
- 充分な質量があればそこから元素を変換して作り出すことが可能
- 8万機以上が存在する

ラドウ司令船 (ACT.78-)
- 頭脳体 ラドウクローン（複数）
- ラドウクローンの母艦
- 巨大な真ラドウの中心部の背中に多数の真ラドウが接続されている外見

ジェンド・ラドウ (ACT.78-)
- 頭脳体 ジェンド・ラドウ
- 無数のラドウクローンを統合制御する旗艦
- 大きさは通常のリープタイプと同じ300m級
- 星の涙に対抗するための武装や戦術を持つ

リプラドウ号（外伝型）
- 頭脳体 ラドウ1101
- パズル8「最強の者ども宇宙をゆく」に登場。通常はダード号の胸部に格納されている

##### ニードルコレクション
スガラ・リップ
- 頭脳体 スガラ・リップ
- 翼部分がユニット構造になっており、目的に応じて換装する機能を持つ。リプミラと戦った際には彼女の船体武装をコピーしたユニットで「相撃ち狙い」で戦った。

ゼルルゼ・リップ
- 頭脳体 ゼル・リップ、ルゼ・リップ
- 二つの頭脳体を持ち、船体を二つに分離できる。
- 戦闘艦としては然したる物ではないが、強力な電磁波でビメイダーの記憶を破壊する「デンジャーノイズ」を使う。

バオン・リップ
- 頭脳体 バオン・リップ
- 流体を自由に操る半・潜水宇宙戦艦。水中では周囲全てを武器にすることができる為、無類の力を発揮。

ハーザン・リップ
- 頭脳体 ハーザン・リップ
- 飛び道具を一切持たず、超硬質の船体による体当たりで攻撃する。通常飛行形態と、衝角のようなものを前に向ける突撃形態への簡単な変形が可能。
- シアン曰く「宇宙船なんて物じゃなく、宇宙（そら）飛ぶ栓抜き」。

ソフティカ・リップ
- 頭脳体 ソフティカ・リップ
- 船体がゴムのように柔軟に変形する。伸縮も自在であり、攻撃も防御も極めて変則的な動きで行う。
- 攻撃回避の際に「ぷよよん」などと言う擬音が書かれる宇宙船はこれくらいの物であろう。

##### その他の機体
ダード・ライ・ラグン号（初期型）
- 頭脳体 ダード・ライ・ラグン
- パズル1「千光の聖櫃（アーク）」に登場。
- ライ族の手によって作られたリプミラ号のコピー、リプミラ号に龍を模したパーツが取り付けられたような形状（フィギュア（女性像）部分が「翼を広げた龍」に抱き抱えられた意匠）。龍の首部分を足して400m弱といったサイズ
- リプミラによってフィギュア（女性像）部分を破壊される。

ダード・ライ・ラグン号（中期型 Act.27-）
- 頭脳体 ダード・ライ・ラグン
- ビメイダーの長となったダードが使用する船体。フィギュア部分が無くなり、漆黒の龍のごとき形状となる。船体そのものが龍の顎のごとく展開し、内部にリプミラ号を取り込む事が出来るサイズに大型化しており、全長は通常のリープ・タイプの2倍強（700-800ｍ）となっている。
- 登場後しばらくは船体の胸部から頭部にかけて「盾」と称する増加装甲と「剣」と呼ぶ独立機動兵器を取り付けていた。
- 星の涙の直撃にも耐える性能を誇るがリプミラ号との戦闘により大破、リプミラ達を円卓へ向かわせるため自ら構築したBH・HW（ブラックホール・ハイウェイ）に消える。

ダード・ライ・ラグン号（後期型 Act.61-）
- 頭脳体 ダード・ライ・ラグン
- BH・HWに放置されていた船体をバオン・リップ達が回収し、ギツアートが修復したもの。
- 外見は中期型と差異はないが内部に合成した星の涙を装備する。ダードの死後はゲンが手動操縦で操船し、ブゥアーの中枢部に到達。リプミラ号と合体した後はリプミラ号の“鎧”として機能し、ジェンド・ラドウとの最後の戦闘で破壊された。
- ヘクススキー教授により「かっこ……ええ〜〜っ!!」と称賛される。

ダード・ライ・ラグン号（生産型）
- 頭脳体 ダード・ライ・ラグン（生産機）
- 伝承族反乱軍の手によって量産されたダード号のコピー。オリジナルと同等の性能を持つ。
- 箱船星において45000機が量産されるが、頭脳体はすべてダードの手により破壊され、船体も識別装置が破壊されていたため、敵味方無差別に攻撃を行い自滅した。

ダード・ライ・ラグン号（外伝型）
- 頭脳体 ダード・ライ・ラグン
- パズル8「最強の者ども宇宙をゆく」に登場。
- 胸部にリプラドウ号（外伝型）を収納することができる（イメージとしてはカンガルーの親子）。
- 再生されたダードとラドウ1101の宇宙最強のカップルの手によって銀河をへろへろと旅している。

#### 他作品における類似のもの
リープタイプはアン・マキャフリイの『歌う船』シリーズの影響を受けているといわれている。宇宙船ではないが、本作と同じく長谷川裕一の作品である『クロノアイズ』『クロノアイズ・グランサー』に登場するクロノダイバーも頭脳体が存在し、本体とリンクしているという設定でありリープタイプと類似するものであるといえる。他の作者の作品で同様に宇宙船(あるいは船舶)と同期する人型頭脳体という例としては『天地無用!（梶島正樹）』の魎皇鬼、『ロスト・ユニバース（神坂一）』のソードブレイカー、『成恵の世界（丸川トモヒロ）』の星船、『トラブル急行（弓月光）』のチャイカ、『蒼き鋼のアルペジオ(Ark-Performance)』の霧の艦隊などがある。

### その他の宇宙船・宇宙戦艦
ギタニモン (ACT.1-)
- スペース・パトロールの強襲捕戦艦。元々は対リプミラ号用に開発された機体で、1度はリプミラ号を破壊寸前に追いつめた。
- 十字型のシューティングフォーメーションに変形することで相手を一斉射撃できる。
- 初登場こそACT.1だが、名称が判明したのはACT.16である。この時戦ったリプダイン号（後期型）には全く歯が立たず、あっさりと大破して負けてしまった。
- ACT.41では同型艦が多数登場。ACT.51ではニュウ・エイブ率いる第7軍・旗艦として三番艦 (?) のギタニモンIIIが登場。

“カミオの箱船”号 (ACT.5-)
- ガッハ・カラカラの乗艦。
- 厚さ700mのバリアー伝導装甲で覆われているため、極めて防御力が高い。
- ACT.16においてリプシアン号の攻撃で撃沈するが、ACT.41にて同型艦が再登場。ただしACT.21においてガッハが登場した際には別の戦艦を使っていた。
- ACT.51以降は第3軍・旗艦となる。

“歌う流星” (ACT.7)
- 千年前にバララ共和国が発射した亜光速弾。かつての敵国・クロアの太陽に迫った為、ゲンたちに破壊が依頼される。
- 元々は医療船、それ以前は探査船だった。艦内に人格付与された据付型頭脳を持つ。
- 兵器にされる前、まだ誕生間もない少女リプミラと交流を持ち、宇宙に存在する者の中で「船」だけが自由に飛ぶ事を許された者だと説いた。
- 自爆キーを挿入するためにリプミラが突入した時には頭脳室はもぬけの殻だった。遺されたメッセージによると、流星は前述の亜光速弾として発射されるも「破壊兵器は性に合わない」と船内管理用の内部ユニットで頭脳ユニットを取り外し脱出していた。現在はBH化した船体にすっ飛ばされて宇宙のどこかを漂流中。脱出した際の質量変化で軌道が変わっており太陽に直撃するコースからは外れていた。

“青いボルバ” (ACT.11-13)
- 銀河障壁に向かうためゲンが使用したフルオート外宇宙超高速艇。性能はいいらしい。
- リプリムに侵入され、乗っ取られる。メインコンピューターはその際に破壊された。

揚陸艦アラモード (ACT.15-)
- ザザーンと愛人部隊が惑星カミオの戦闘にて使用。使うまでもなくリプシアンを制圧してしまったため、搭載兵器など詳細は不明。
- 「マップス ネクストシート」にも登場した。

“黄金の黄昏号” (ACT.38-)
- 未確認宙域軍と“青き円卓”を挟んで対峙したテュリオム通商圏連合軍の旗艦。ドドー製。

“殲滅号” (ACT.38)
- テュリオム通商圏連合軍の超弩級戦艦。自慢のミサイルは披露できず仕舞い。

グァレロン (ACT.39)
- ドドーの惑星規模艦。地球並みの巨大さを誇り、銀河中でも5艦と無い。
- 伝承族アマニを主砲で攻撃する寸前、真ラドウ号の“輪”で一瞬のうちに輪切りにされた。

ヒィ・シップ (ACT.42-49)
- キャプテン・ヒィの船。伝承族アマニのA級コレクションとして、四十億年の間とりこになっていた。
- 先住銀河文明が生み出した恒星規模破壊戦用宇宙船。一番小型の砲でも惑星を分解できる程の破壊力を持つ。
- 量産を目的とした分析のため、ACT.49において解体された。

グレイティスト・ロイヤル・ミンにょろ (ACT.49-)
- 第1軍・旗艦。といっても旗艦しか無い。ツキメの乗艦。
- ジャンバ初建造の宇宙船。その実態は、ツキメの姿を模した本体を、ヨソで買ったエンジンに引っ張らせているだけ。

コジシン (ACT.51-)
- 第2軍・旗艦兼遠征軍大旗艦。ザザーン・クロマミスの乗艦。
- 全艦隊を一気にワープさせる新型エンジン、エントランス・アウトメイカーを搭載していたが、亜空域戦で破壊され、以後はブリッジ部のみで航行する。

ヒィ・シップ・レプリカ (ACT.51-56)
- 第6軍・旗艦。オリジナル解体後の試作一号機にして、キャプテン・ヒィの乗艦。
- 完全に再現できず、パーツがはみ出している。オリジナルの60%の出力ながら、高い戦闘力はリプシアンを驚愕させた。
- ACT.56の赤色巨星内の戦闘で破壊された。

“真理は我にあり”号 (ACT.51-)
- 第4軍・旗艦。なのに艦長のヘクススキー教授はほとんど乗艦していない。

ホウミン・ベイル号 (ACT.51-)
- 第5軍・旗艦。シスター・プテリスの乗艦。大きな花のような、特殊な形状を持つ。

サイドウォッチャーの船 (ACT.54-73)
- 銀河障壁の外側でゲンたちが出会った、銀河系外文明の宇宙船。
- 全長30km級。艦内には森林が広がり、風が通り、彫刻まである。実は艦内気温調整機が壊れた結果。
- リプミラ号と同じく修理のために物質を取り込めるが、やり方は驚く程直接的。

バイオ・シップ (ACT.72)
- 伝承族の細胞から作られた輸送船。脳みそに脊髄が引っ付いたような、グロい形状をしている。

“加速の女王（クイーン・オブ・ブースター）号”（パズル3）
- ゴイイケン・ムーヨのレース用宇宙船。リープタイプっぽい外観をしているが、普通の宇宙船にフィギア・ヘッドをつけているだけ。

クオリネスの船（パズル4）
- 外銀河の宇宙船。クオリネスのサリがひとりで操作する。
- 真珠貝のような形状を持ち、貝殻状の外殻を開く事ができる。若干の武装もあるが強力なものではない。

デスグラウド号（パズル7）
- 四千年前に遭難した幽霊船。主のドン・ザクリとその部下たちの亡霊がさまよう。

## 用語

### ビメイダー
ビメイダー(Bemader)とは人造人間の一種で、長谷川裕一による造語。初出は本作よりも少し前に発表され、『BEMADER・P』で、後の作品『クロノアイズ』『クロノアイズ・グランサー』にも登場する。
遺伝子工学や人工知能の発達によって生まれた既存のロボットやクローンといった概念では括られない存在を表すための造語で、英語の「Be made」（作られた）に人称を表す「er」を付けた合成語。その規準は『その意識（心）が人工的に作られたものか否か』で、対義語はナチュラリアン（自然発生人）。
マップスの作品世界の銀河では「便利な道具」として扱われており、未確認宙域側ではビメイダー達の一部が集団脱走して独立国家を作ろうとしている。

### あ行
亜光速弾（あこうそくだん）
物体が光速に近づくにつれ見かけの質量は増大し、やがて擬似ブラックホールとなる現象を利用した兵器。行く手の全てを粉砕する。
通常は長い時間を掛けて宇宙船を加速させ亜光速弾とするが、理論的にはどんな小さな石コロでも瞬時に加速させれば作り出す事は可能。
生贄砲（いけにえほう）
生物の断末魔の叫びを集めてエネルギーに変えて発射する最終兵器。「死の苦しみ」はあらゆる生物に共通する感情のため、数さえそろっていればどんな生物でもかまわない。
ガッハは小型の生贄砲を開発した。
伝承族の最終目的は銀河全体を利用した生贄砲を使用すること。
宇宙標準時（うちゅうひょうじゅんじ）
公用宇宙語と並んでテュリオム通商圏を中心に使用されている時間基準。商取引の基準として成立した。それぞれの惑星でも、自転・公転を基準にした時間基準を持っているが、宇宙全体でみればバラバラで「宇宙で年齢なんて気にしてたら仕様が無い」とはエイブの言。
地球のそれより一単位が長く、主人公がほんの数年と思っていた旅が地球では10数年の大遠征だった。
宇宙文明圏では日常的に摂取する食品に身体機能調整と老化遺伝子抑制を目的とした物質が組み込まれており、平均して1000年の寿命を持つ。
エナジー落とし（エナジー・フォール・ダウン）
船体から逆流させたエネルギーを纏い体当たりをぶつける、頭脳体ならではの戦闘法。
元々はダードの技だが、発動方法を目視で学習すればリープタイプなら基本的には使えるようで、リプミラ、リプダイン、ニードルコレクションも使えるようになった。
リプミラはこの技でラドウとジェンド・ラドウを倒しており、円卓の決戦の時はリプリム号の時空振動エンジンからフィードバックされたエネルギーを纏って船体と頭脳体を同時に破壊し、最終決戦時はダードが傷付けた左目に攻撃を集中させて倒した。

### か行
怪奇!辺境惑星地球に超人の異常繁殖を見た!!
初出は長谷川裕一の初期作品『ビクトリィマンまいあがる!』で、本作作中では番外編「超機動グラジオン」で初登場。
東銀河テレビ制作のドキュメント番組。後に書籍化される。地球のアニメや特撮のヒーローは全て実在するという内容のインチキドキュメントだが、制作スタッフも地球に来るまでヒーローの実在を信じていた。また、書籍版には「サンタクロースとは有史以前から活躍するヒーロー、サンダークロスがなまったもの」という記述もある。
宇宙側の地球への誤解を最大限に表したような番組だが、こうした偽情報によって侵略者がヒーローの反撃をおそれたため、地球侵略を躊躇する原因となったらしい。
核（かく）
地球人の認識では、最終兵器。宇宙での認識は、虫歯につめるようなもの。たとえ相手が口から核爆弾を吐くような奴でも、気を付ければ何とかなるらしい。
風まく光（かざまくひかり）
伝承773。内容に関してはあらすじの節を参照のこと。
銀河伝承族の言葉では「ダイナック」と呼ばれる。地球の言葉で言えば「ダ」は「十」、「イ」は「鬼」、「ナック」は「島宇宙」となる。すなわちゲンのことを指しているのである。
伝承中の「風」はゲンを、「翼」はリプミラをそれぞれ意味する。
ガボゲちゃん
旅芸人の頃にリプリムが一座を率いていた「オニの親方」に買ってもらったぬいぐるみ。戦闘で船体が破壊されても必ず手元に戻って来た宝物だったが、ACT.58のクリスマスパーティーの際リプリムからラドウへお守りとしてプレゼントされる。
ツキメに「変なの」呼ばわりされるようなデザインであるにもかかわらず、最終決戦において重要な役回りを受け持つ。
『飛べ!イサミ』『クロノアイズ』にも類似したぬいぐるみが登場している。
銀河障壁（ぎんがしょうへき）
銀河全体を覆っている直径10万光年のサイコバリアー。生贄砲計画の一環として伝承族によって50億年前からかけられている。
これが存在することにより、通常は銀河の内と外を出入りすることは不可能である。
外宇宙（銀河の外側）でもその存在は知られており、外宇宙からの「探検隊」が確認されている。
銀河伝承族（ぎんがでんしょうぞく）
詳しくはマップスの登場人物を参照。
公用宇宙語（こうよううちゅうご）
主にテュリオム通商圏で用いられる言語で、厳密には「広域通商語」というべき言語。
語彙の少なさ（各星系における独自の概念がカットされるため）と多少語順が変わっても通じる融通性が特徴。
しかし、語彙の少なさ故に凝った嫌味や皮肉を使う事が出来ず、ACT.31のように本音で会議をやると壮絶かつ幼稚な悪口合戦になってしまう。

### さ行
さまよえる星人（さまよえるほしびと）
2万年前に銀河障壁を越えて銀河系へ来た旅に生きる流浪の民。伝承族によって滅ぼされ、生き残りは似通った遺伝形質を持つ惑星（地球など）へ移り住んだ。
民族とはいっても特定の種族ではなく、宇宙を旅する雑多な種族の寄り合い。
ゲンは彼らの子孫である。しかし「ネクストシート」では過去に飛ばされた麻生河京を拾い、再生するまではヒューマノイド・タイプが存在しなかったらしく矛盾が生じている。
時すべり装置（じすべりそうち）
ワープ航法や亜光速航行によるウラシマ効果を防ぐために宇宙船内の時間を横すべりさせて是正する装置。これが機能していないと実際の航行所要時間に対して宇宙船内での体感時間が少なくなる。
星図（せいず）
半径6億光年分の星間地図を収めたデータプレート。さまよえる星人の遺産。
3枚存在し、それぞれ別の座標軸に対応している。1枚目は伝説の宝として地球の中心に隠されていた。2枚目はアゼンがリングロドから譲り受け、ガッハが所有。3枚目は真ラドウ号オリジナル機内でゲンが入手する。
生贄砲の替えのない照準装置に使われる。
広大な領域をカバーしつつ、名も無き惑星の詳細情報まで記録している。そのデータ量は、開放するとバリアとしても使える程膨大だった。
3枚揃えると伝承族の本拠地が判明すると思われていたが、実際に記されていた座標にあったのは伝承族に歯向かった者の処刑場であり、10万機のリープタイプも同じ場所に幽閉されていた。
千光の聖櫃（アーク）
パズル1に登場した直径2光年にも及ぶ重力嵐。
10個前後の中性子星によって形成された閉鎖空間であり、入ることも出ることも出来ない牢獄となっている。
リプミラやバタケーは内部に宝物があると思っていたが、実際はライ族によって作られたゴミ捨て場だった。
ダードが脱出する時に中性子星を吸収した事で崩壊する。
スパイラルメタモルフォース
エイブが使う最強の超能力技で、自身の身体を100m以上の大きさにする。
暴漢に襲われていたスソクホウをこの技で助けており、二人が結婚する切っ掛けになった。
ただし、体力の消耗が著しい為に長時間の連続使用は不可能であり、しかも服が破れて裸になってしまうので、エイブにとってはかなり恥ずかしい技である。
ACT.6で初披露した時は2ページ見開きでエイブの顔面のどアップが描かれた。パズル2では狭い洞窟の中で使用し、身体が餅のように柔らかくなる事が判明する。さらにACT.38では顔だけを変えるパート2が披露された。
このようにネタ技として使われる事が多かったが、ACT.81ではリプミラの頭部コアユニットを守る為に使用され、クローンラドウ達を蹴散らしながら日本の秘密地下工場に向かうという活躍を見せる。

### た行
伝承（でんしょう）
予知能力者とコンピュータを総動員して作られた、風まく光を含む予言体系。
作られた背景には銀河伝承族が深く関わっており、一部が一般に漏れ伝わっているのも伝承族の陰謀によるもの。
最後の一節には伝承族の勝利、風まく光の敗北があるという。
伝承族99の謎
いわゆる謎本の類と思われる書籍。ACT.7でゲンがクロア大使から貰った期待外れの報酬（既にエイブが持っていた）。大使本人によると「足を棒にして古本屋を回った成果」だったようだ。

### ま行
マップス
本作のタイトルであり、ストーリーの中核でもあるキーワード。作中では“地図たち”、“十匹の魔物”のルビとして表記される事が多い。
“ダイナック”と共に銀河を統一して伝承族と戦う勇者であり、“青き円卓”に集うとされている。
しかし、その伝説自体が伝承族によって銀河に撒かれた生贄砲を使う為の罠で、伝説の無効化を狙うテュリオム通商圏は“ダイナック”ゲンの抹殺や“円卓”の破壊を試みた。
諸々の事件や戦いの後、“円卓”＝地球の南極にある“さまよえる星人”の遺跡においてゲンの元に集結する。その際、ゲンが選ぶのではなく自らの意思で勇者になる事を選んだ10人が集結した。

### や行
勇者屋（ゆうしゃや）
ドドーから逃亡後、糧を得るためゲン一行が始めた商売の屋号。寸劇で客を集めては、主力商品の巨大かいわれ大根などを販売していた。出版や宅配をする事も。チンピラにかいわれ大根を10箱以上も押し売りした事がある。
漫画家のくら☆りっさの同人サークルの「勇者屋」と、主に関東地方でコスプレイベントを主催している団体の「勇者屋」はいずれもこれが名前の由来である。くらのサークルに長谷川がいきなりやって来た事もある。

### ら行
ライ族（らいぞく）
龍の一族で、戦うことが3度の飯よりも好き。
種族全体がマッドサイエンティストとの噂。
パズル1にて捕らわれたリプミラの髪の毛の遺伝子をコピーし、ダード・ライ・ラグンを造ったことが明かされている。
ヒューマノイドタイプの種族からは「怪物」と呼ばれているが、彼等ライ族も含めた他種族の美的感覚ではヒューマノイドタイプの種族の方が「怪物」に見える。
後に千光の聖櫃（アーク）から脱出したダードによって滅ぼされる。

## マップス・シェアードワールド
ソフトバンククリエイティブ・GA文庫およびフレックスコミックスより発売された、『マップス』宇宙を題材としたシェアード・ワールド短編集。各巻とも表紙および各小説扉絵は長谷川裕一が描き下ろしている。また、一部の登場キャラクターは『マップス ネクストシート』に登場している。

### 翼あるもの
2008年2月（『マップス ネクストシート』単行本3巻の発売と同月）発売。ISBN 978-4797346190
- 収録作品（掲載順）
  - カラーイラスト
    - 村枝賢一
    - 三浦建太郎
    - 麻宮騎亜

  - 小説
    - 迷子の宇宙戦艦（笹本祐一）
    - 流星のジュディ（中里融司）
    - ソフティカ・リップ放浪記（秋津透）
    - 町から来た先生（古橋秀之）
    - 宙（そら）へ往く船（重馬敬）
    - さよなら三角、また来てリープ（新城カズマ）

### 天翔る船
2009年2月発売。タイトルが「マップス・シェアードワールド2」となっている。ISBN 978-4797352719
- 収録作品（掲載順）
  - カラーイラスト
    - あらいずみるい
    - 環望

  - 小説
    - 勇者のいない星（山本弘）
    - オノゴロ星奇譚（西野かつみ）
    - たった一つの冴えないやり方（友野詳）
    - 星になり損ねた男（葛西伸哉）
    - 生者の船（新城カズマ）
    - 四枚目の星図（笹本祐一）

  - 漫画
    - アマニさん（あろひろし）

### 翼を追う者たち
2009年6月にフレックスコミックスより発売。ISBN 978-4-7973-5500-0
- 収録作品（掲載順）
  - カラーイラスト
    - 長谷川裕一（ノーラコミック版の表紙及びカラーイラストを再録）

  - 漫画
    - プロローグ（長谷川裕一）
    - 君と僕の翼（環望）
    - ジョン・コウノイケ・メリック悠々着陸（小原慎司）
    - マップス超外伝 銀河格闘少女伝説マッスル・マップスゥ!!（仮）（津島直人）
    - がんばれ!!リプペタ!!!（富士原昌幸）
    - カリオンの足跡（あろひろし）

## 補足事項
- 『ベルセルク』の三浦建太郎は長谷川裕一ファンとして知られており、本作連載末期には同作掲載誌の作者コメントで頻繁に取り上げられていた時期がある。ネクストシートの単行本帯にも寄稿した。
- 本作は『うしおととら（藤田和日郎）』との類似性が指摘されることがある（発表されたのは本作の方が先）。
- 海洋堂からリプミラ・グァイスとリプシアン・グァイスのガレージキットが、マックスファクトリーからリプミラ号のメタルキットが販売されていた。
- 連載当時、読者によるリープタイプのデザインコンテストが行われたことがあり、その結果は「月刊コミックNORA」1991年9月号掲載の「パズル2 ニュウ・エイブ七つの試練」で発表された。
  - このとき入賞した大庭美穂は後に長谷川のアシスタントになり、大庭園名義で本作MF文庫版のあとがき漫画や長谷川と連名で『無人惑星サヴァイヴ』のコミック版を手がけている。
  - 最優秀作品2機はACT.66で実際に本編に登場している。
  - アニメーター・メカニックデザイナーの大河広行は応募しようとしてデザインをしたが、結局応募はしなかったという。そのデザインはMF文庫版第7巻に大河が寄稿しているイラストで見ることができる。
- 連載当時「Interstellar Bemaders Factory (IBF)」という本作の会員制ファンサークルが存在していた。また、同サークルは「Online MAPS」という草の根BBSを運営していた。
- 1995年に第26回星雲賞コミック部門の参考候補作に挙げられていたが、受賞にはいたらなかった。この年の受賞作は『風の谷のナウシカ（宮崎駿）』のコミック版であった。また、長谷川裕一研究本『オタクの遺伝子 長谷川裕一・SFまんがの世界（太田出版刊・ISBN 4-87233-869-3）』の著者稲葉振一郎は同書や自身のサイトで両作の類似性に関して考察している（ナウシカ研究本『ナウシカ解読――ユートピアの臨界』の著者でもある）。
- OVAは2作品存在するが、これ以外にもボツ企画となったテレビアニメやOVAの企画が何度かなされていたという。
- 「月刊コミックNORA」で連載されていた4コマ漫画『デコレーションパック（神北ハヤト）』には「リプミラ号のお人形」をはじめとした本作由来のネタがいくつかある。
- 本編連載終了直後の「ぱふ」1994年12月号に作者インタビューが掲載された。
- 長谷川裕一の本作の次作に当たる『飛べ!イサミ』コミック版の作中で「目つきの悪いリプミラらしき」が描かれているコマがある。また、作者の自画像にエイブが使われている由来は同作の作者コメント、本作は元々読みきりのつもりだったというエピソードは原作アニメの監督佐藤竜雄との対談が初出である。
- セルシスの漫画制作ソフトComicStudioとのコラボレーション企画でACT.1冒頭のシーンが3Dで再現されたことがある。
- 松下電器産業が運営しているiモードサイト・コミック@メールのキャラクターとして2004年10月から採用されている。
- 2005年に放送されたテレビアニメ『ぱにぽにだっしゅ!』第25話に「銀河は風にそよいでいた」という張り紙があるシーンがあるが、これの元ネタはACT.91のナレーションである。この回には『クロノアイズ・グランサー』が元ネタの張り紙も登場している。